# Градниці
Градниці (рос. Градницы) — село в Бежецькому районі Тверської області Російської Федерації.
Населення становить 178 осіб. Входить до складу муніципального утворення Борківське сільське поселення.

## Історія
Від 2005 року входить до складу муніципального утворення Борковське сільське поселення.

## Населення
| 1859 | 2008 | 2010 |
| ---- | ---- | ---- |
| 68   | ↗247 | ↘178 |